# NKO☆Lovers
NKO☆Lovers!!（エヌケーオーラバーズ）は、かつて名古屋・京都・大阪の3都市でそれぞれ活動していた3つのアイドルユニットから構成される複合型女性ローカルアイドルグループである。

## 概要
2011年8月、名古屋を拠点に活動するBarbie Lips(Nagoya)、京都を拠点に活動するPiminy(Kyouto)、大阪を拠点に活動するMary Angel(Osaka)のメンバーにより結成された。
西日本を中心に首都圏などでもLIVEを行っていた。

## メンバー
- Barbie Lips
  - Ayano（1993年5月8日生まれ・安井彩乃)
  - Tsuzumi（1995年12月13日生まれ・安井都々美)
  - Saki（1996年6月27日生まれ・伊藤紗希)
- Piminy
  - 高倉はづき
  - 高倉かんな
- Mary Angel
  - Yu-ka（1996年8月18日生まれ・A型)愛称は「ゆーたん」
  - Risa（1996年1月23日生まれ・B型)愛称は「りーたん」
  - Maya（1996年3月13日生まれ・A型)愛称は「まぁたん」

## 経歴
- 2011年8月、結成。
- 2011年8月17日、マキシシングル『キュンと大好き！』をリリースし、CDデビュー。
- 2011年9月4日、初のワンマンライブを開催。
- 2013年8月、Piminyが解散。現在はNKO☆Loversとしては活動してない模様。
- 2014年10月、Barbie Lipsが解散。
- 2015年2月、Mary Angelが解散。

## ディスコグラフィー

### シングル
1. キュンと大好き！(2011年8月17日)
  1. キュンと大好き！(NKO☆Lovers!!)(もっと熱いぞ!猫ヶ谷!!メ～テレエンディングテーマ)
  2. マイライフ　マイペース(Barbie Lips)
  3. ミラクルなんて信じない (Piminy)
  4. Forever Light (Mary Angel)
  5. キュンと大好き！(Instrumental)

### DVD
1. キュンと大好き！(2011年9月16日)

## 主な出演

### テレビ
- OBANCHIi（おばんちぃ）　MTV（2011年9月15日）

### ラジオ
- お昼のレコード室　ぎふチャン（2011年8月25日）
- EVENING TRIPPER　Radio80（2011年8月25日）
- FM トワイライト　NHK-FM（2011年9月16日放送エリア：愛知・三重・岐阜・静岡・福井・石川・富山）